# Vlajkový důstojník
Vlajkový důstojník je vojenský důstojník, který má právo na vlastní vlajku.

## Spojené státy americké
V námořnictvu a pobřežní stráži Spojených států amerických se tak označují důstojníci v hodnosti admirála, viceadmirála, kontradmirála a rear admiral (lower half). Vlajkoví důstojníci námořnictva USA používají bílo-modrou vlajku, která se vztyčuje na vrcholu hlavního stěžně. Počet hvězdiček na vlajce definuje jejich hodnost. Čtyři má admirál, tři viceadmirál, dvě kontradmirál a jednu rear admiral (lower half). Důstojníci od podpůrných jednotek mají modré hvězdy v bílém poli, u důstojníků, kteří velí vojenským operacím, je to obráceně. Vrchní velitel námořních operací má pozadí své vlajky napůl bílé a napůl modré. Tento a jiní nejvyšší důstojníci námořnictva mohou mít speciální vlajku, vytvořenou pouze pro každého z nich.

### První světová válka
Během první světové války měli téměř všichni vlajkoví důstojníci amerického námořnictva hodnost kontradmirála. Povýšení do této kategorie a stejně tak počet vlajkových důstojníků, délka služby a jejich odchod do penze bylo v této době upraveno zákony a veškerá jmenování musel schválit Senát.